# Growth hacking

Le growth hacking (littéralement le « bidouillage de croissance » ou piratage de croissance) est une activité consistant à « activer la croissance » d'une entreprise, notamment d’une startup, par un ensemble de techniques de marketing permettant d'accélérer rapidement et significativement la croissance de son chiffre d’affaires. Le terme fait partie du jargon marketing et business des startups innovantes. 
Concept importé des États-Unis, le mot apparaît en 2010, créé par Sean Ellis, le fondateur de growthhackers.com. Le growth hacker ou pirate de croissance tente d’optimiser le tunnel de conversion (en) en optimisant chaque étape de ce cycle par des expériences permettant de faire grandir l'entreprise.
Le piratage de croissance est utilisé, majoritairement, par les entreprises de e-services comme Airbnb, Facebook, Dropbox,  Groupon, Instagram, LinkedIn, Pinterest, Twitter, YouTube, mais aussi par des start-up qui ont besoin d'une croissance rapide.

## Définition d'un Growth Hacker
Le Growth Hacker s'apparente à un hacker marketing, un pirate de croissance. Il s'agit d'une personne compétente en marketing et programmation, curieuse et créative[citation nécessaire] qui fait appel à des techniques d’analyses guidées par les données pour amorcer et optimiser la croissance de l’entreprise. 

## Framework AARRR
Souvent considéré comme un tunnel de conversion, le framework AARRR n'a en réalité aucune notion de temporalité. Chaque élément pouvant être dissociable et indépendant. Il est défini par 5 étapes : acquisition, activation, rétention, revenu et recommandation.

### Acquisition
On parle d'acquisition pour « acquisition de trafic ». Le growth hacker ou pirate de croissance testera sur l'ensemble des canaux web (voire hors ligne) des expériences pour déterminer quel canal offre la meilleure croissance pour sa start-up. 
L'objectif ici est de trouver comment faire venir les prospects vers son site web. Pour cela, le growth hacker ou pirate de croissance a différents outils à sa disposition.

### Activation
Une fois le prospect sur la page (phase d'acquisition), il faut faire en sorte qu'il s'intéresse au site puis qu'il réalise sa première action (ex : s'enregistrer, s'abonner à une lettre d'information...) et enfin qu'il ait une première expérience satisfaisante du produit ou du service .

### Rétention
En marketing web, on estime qu'un produit sans récurrence est un produit qui meurt, qui s’épuise. Il faut donc trouver des moyens de faire revenir un prospect (ex : offre spéciale, système de points, lettre d'information, produit se prêtant bien à la récurrence...). Le growth hacking agit donc aussi sur le produit.

### Revenu
Le prospect devient client, il a réalisé une action qui apporte du revenu à la start-up. Cela inclut non seulement l'étendue des revenus générés, mais aussi la fréquence d'achat ainsi que le « churn ».

### Recommandation
Le client recommande le produit ou service. Il joue le rôle prescripteur, il parle de la start-up et en devient l'un des ambassadeurs.  
Il est estimé[Par qui ?] qu'une startup est déjà sur la route de la réussite lorsqu'elle a de bons résultats en recommandation (et qu'ils sont stables et non momentanés) car la réussite de cette étape signifie, en principe, que le client moyen est véritablement satisfait du produit et que la croissance de la société est assurée sans avoir besoin de ressources supplémentaires pour son développement.

## Nouveaux frameworks
Le modèle AARRR a évolué pour intégrer de nouvelles dimensions. Désormais, le modèle AAARRR inclut une étape supplémentaire : Awareness. Cette étape vise à sensibiliser les prospects dès le début, en faisant connaître la marque ou le produit par des actions marketing et de branding. 
Parallèlement, le Flywheel Model propose une approche circulaire plutôt que linéaire. Ce modèle met l'accent sur la satisfaction et l'engagement continu des clients, créant ainsi un cycle vertueux de croissance. L'idée est que des clients satisfaits alimentent constamment la roue de croissance par leur fidélité et leurs recommandations, assurant ainsi une pérennité de la stratégie de Growth Hacking. 
Ces deux modèles insistent sur l'importance de l'approche durable du Growth Hacking, axée sur la création de valeur à long terme, la fidélisation des clients et l'importance du branding.

## Le growth hacking et le growth marketing sont-ils différents?
La différence majeure entre le growth hacking et le growth marketing , est la notion de vitesse de croissance. Dans le cadre du growth hacking, les méthodes utilisées auront pour but de se concentrer sur une croissance rapide avec parfois certaines méthodes innovantes voir expérimentales tandis que pour le growth marketing les méthodes utilisées seront plus éprouvées. Le growth hacking se concentre donc sur une croissance rapide avec un objectif de résultats obtenus à court terme tandis que le growth marketing sur une croissance plus durable avec des résultats recherchés sur le moyen et long terme.